# Tilly-Capelle
Pour les articles homonymes, voir Tilly.
Tilly-Capelle est une commune française située dans le département du Pas-de-Calais en région Hauts-de-France.
La commune fait partie de la communauté de communes du Ternois qui regroupe 103 communes et compte 37 469 habitants en 2021.

## Géographie

### Localisation
Localisée dans le sud-est du département du Pas-de-Calais, Tilly-Capelle est une commune drainée par la Ternoise et située, à vol d'oiseau, à 12 km au nord-ouest de la commune de Saint-Pol-sur-Ternoise et à 44 km au nord-ouest de la commune d’Arras (chef-lieu d'arrondissement et préfecture du Pas-de-Calais).
Le territoire de la commune est limitrophe de ceux de sept communes.
Les communes limitrophes sont Crépy, Ambricourt, Blangy-sur-Ternoise, Érin, Humerœuille, Maisoncelle et Teneur.

### Géologie et relief
La superficie de la commune est de 6,31 km2 ; son altitude varie de 42  à   130 mètres.

### Hydrographie
Le territoire de la commune est situé dans le bassin Artois-Picardie.
Il est traversé par deux cours d'eau : 
- la Ternoise, un cours d'eau naturel non navigable de 41,43 km, qui prend sa source dans la commune d'Ostreville et conflue dans la Canche dans la commune d'Huby-Saint-Leu[4] ;
- le Blangy-sur-Ternoise, d'une longueur de 2,28 km[5].

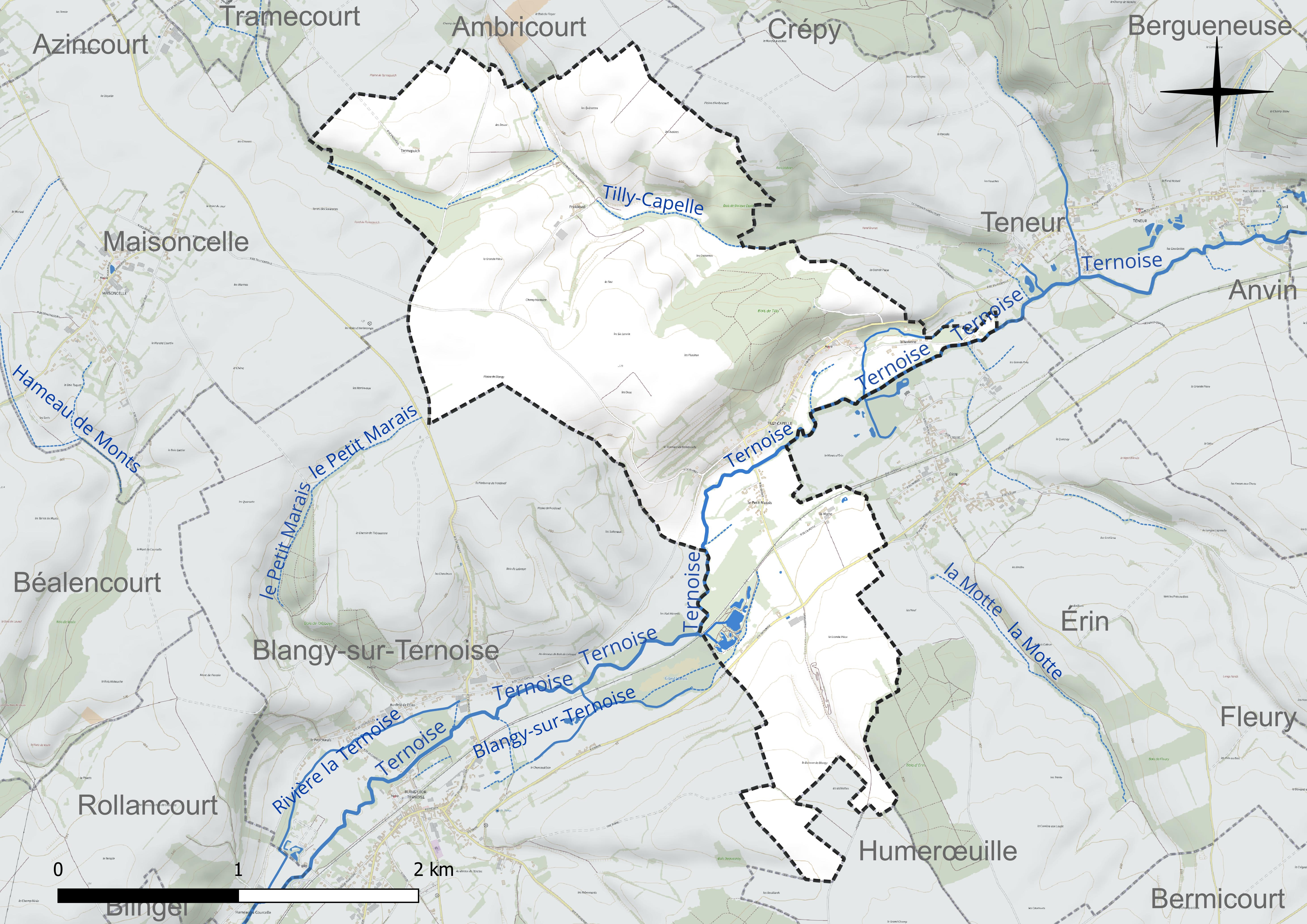
Réseau hydrographique de Tilly-Capelle.

### Climat
Pour des articles plus généraux, voir Climat des Hauts-de-France et Climat du Nord-Pas-de-Calais.
En 2010, le climat de la commune est de type climat océanique altéré, selon une étude du Centre national de la recherche scientifique (CNRS) s'appuyant sur une série de données couvrant la période 1971-2000. En 2020, Météo-France publie une typologie des climats de la France métropolitaine dans laquelle la commune est exposée à un climat océanique et est dans la région climatique Côtes de la Manche orientale, caractérisée par un faible ensoleillement (1 550 h/an) ; forte humidité de l’air (plus de 20 h/jour avec humidité relative > 80 % en hiver), vents forts fréquents.
Pour la période 1971-2000, la température annuelle moyenne est de 10,4 °C, avec une amplitude thermique annuelle de 13,6 °C. Le cumul annuel moyen de précipitations est de 798 mm, avec 13 jours de précipitations en janvier et 8,3 jours en juillet. Pour la période 1991-2020, la température moyenne annuelle observée sur la station météorologique la plus proche, située sur la commune de Humières à 6 km à vol d'oiseau, est de 10,9 °C et le cumul annuel moyen de précipitations est de 856,9 mm,. Pour l'avenir, les paramètres climatiques de la commune estimés pour 2050 selon différents scénarios d'émission de gaz à effet de serre sont consultables sur un site dédié publié par Météo-France en novembre 2022.

### Paysages
Pour un article plus général, voir Paysage en France.
La commune s'inscrit dans les « paysages du Ternois » tels qu’ils sont définis dans l’atlas de paysages de la région Nord-Pas-de-Calais, conçu par la direction régionale de l'Environnement, de l'Aménagement et du Logement (DREAL),.
Ces paysages, qui concernent 138 communes avec trois pôles d’attraction que sont Hesdin à l'ouest, Saint-Pol-sur-Ternoise à l’est et, dans une moindre mesure, Frévent en lisière sud, sont délimités par deux cours d’eau : la Canche au Sud et la Ternoise au Nord. Ces paysages sont composés de plateaux, de vallées et de bocages. Les plateaux du Ternois montrent une structure tabulaire assez plane et une altitude assez régulière avec des points culminants entre 150 et 160 m.
Le territoire d’une vingtaine de kilomètres du Nord au Sud et d’Est en Ouest, est traversé par la D 939 reliant Saint-Pol-sur-Ternoise à Hesdin, par la D 912 entre Saint-Pol-sur-Ternoise et Frévent et par la ligne ferroviaire de Saint-Pol-sur-Ternoise à Étaples dans la vallée de la Canche. La position excentrée, en l’absence de grands axes autoroutiers ou ferrés structurants, a permis au Ternois de conserver un caractère rural et une certaine qualité de paysage.
Au niveau de l’occupation des sols, les surfaces cultivées sont omniprésentes sur les plateaux, avec majoritairement la culture de la betterave et de la pomme de terre, et représentent près de 72 % de la surface totale de ces paysages du Ternois, les espaces artificialisés, cantonnés dans les fonds de vallée, représentent 13 % et les surfaces boisées, présentes dans les deux principales vallées de la Ternoise et de la Canche, ne représentent que 6 %.

### Milieux naturels et biodiversité

#### Zones naturelles d'intérêt écologique, faunistique et floristique
L’inventaire des zones naturelles d'intérêt écologique, faunistique et floristique (ZNIEFF) a pour objectif de réaliser une couverture des zones les plus intéressantes sur le plan écologique, essentiellement dans la perspective d’améliorer la connaissance du patrimoine naturel national et de fournir aux différents décideurs un outil d’aide à la prise en compte de l’environnement dans l’aménagement du territoire.
Le territoire communal comprend deux ZNIEFF de type 1 : 
- le coteau et des bois de Teneur, Crépy et Tilly-Capelle. Cette ZNIEFF de la vallée de la Ternoise, d’une superficie de 446 hectares et d'une altitude variant de 55  à   135 mètres, est composée du coteau crayeux de Teneur, géré par le Conservatoire d'espaces naturels du Nord et du Pas-de-Calais, et du bois de Crépy, bois calcicole[14] ;
- le réservoir biologique de la Ternoise, d’une superficie de 1 hectare et d'une altitude variant de 46  à   48 mètres. Cette ZNIEFF est la seule partie de la Ternoise non affectée par les activités anthropiques et, de ce fait, est une pépinière au niveau de l’écosystème de la rivière[15].

et une ZNIEFF de type 2 : la vallée de la Ternoise et ses versants de Saint-Pol-sur-Ternoise à Hesdin et le vallon de Bergueneuse. Cette ZNIEFF, située au nord d'une ligne allant de Saint-Pol-sur-Ternoise à Hesdin, d’une superficie de 9 502 hectares et d'une altitude variant de 22  à   90 mètres, présente des fonds de vallées, des coteaux crayeux et des zones prairiales.

Carte des ZNIEFF de type 1 et 2 sur la commune
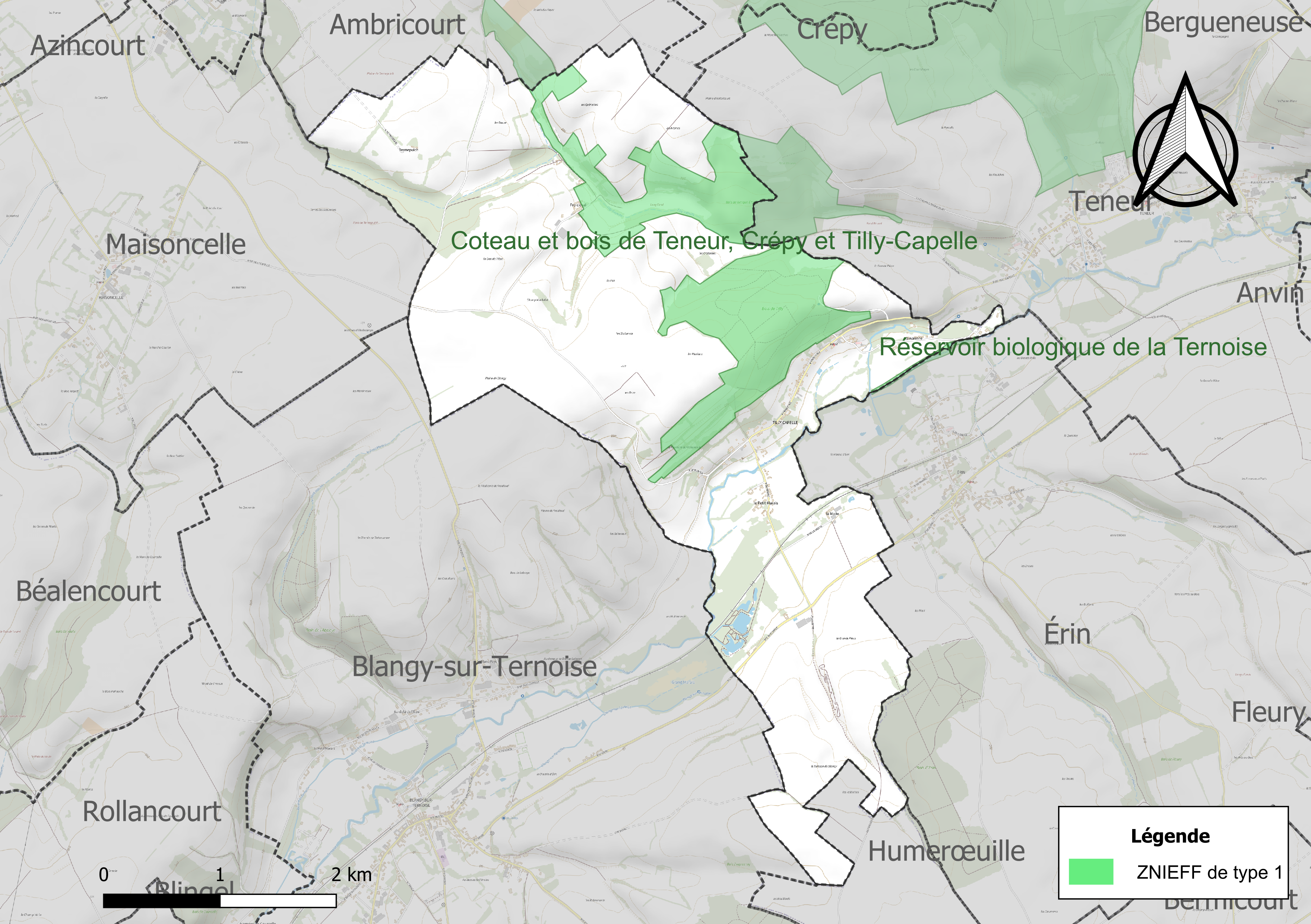
Carte des ZNIEFF de type 1 sur la commune.
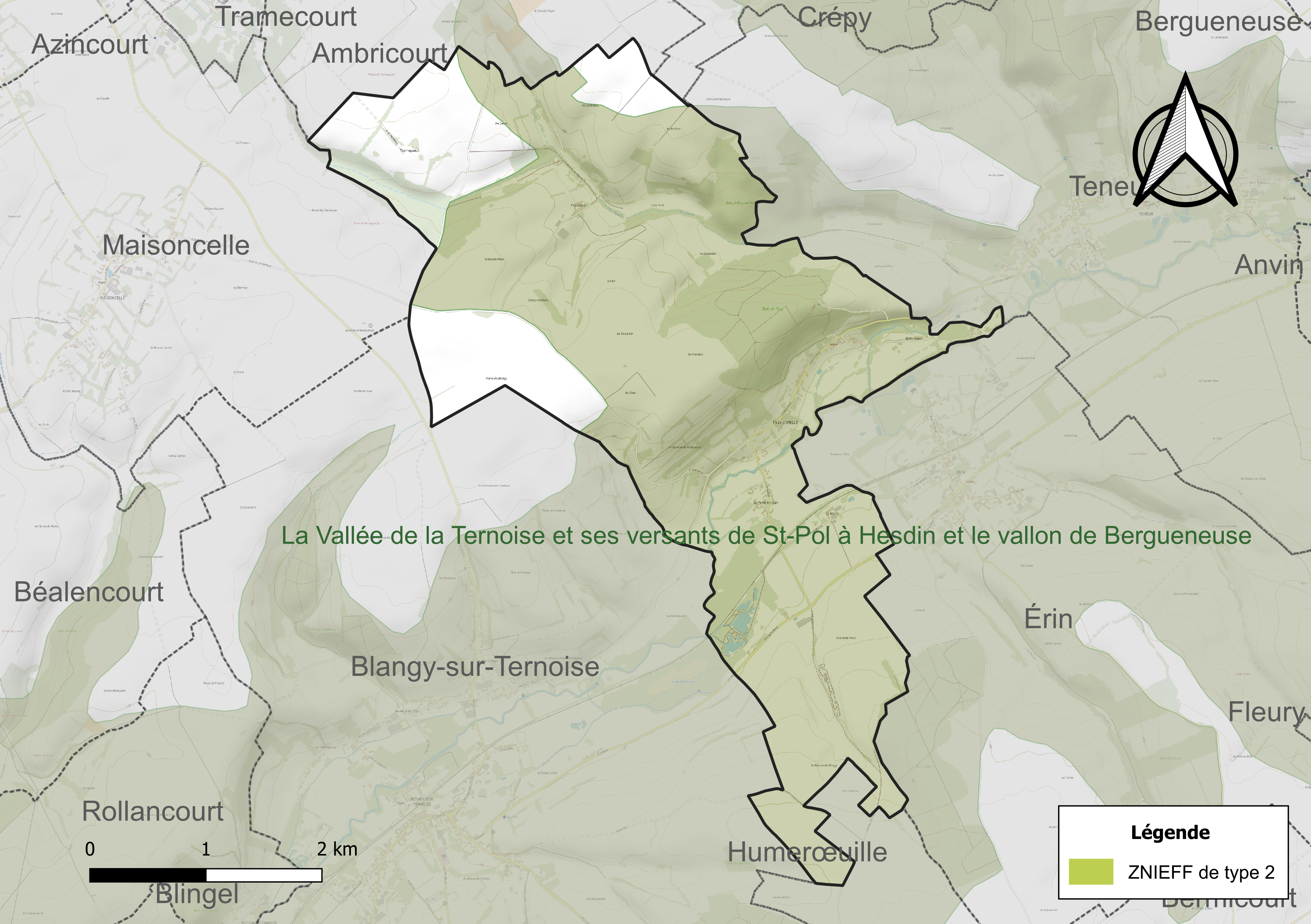
Carte de la ZNIEFF de type 2 sur la commune.

## Urbanisme

### Typologie
Au 1er janvier 2024, Tilly-Capelle est catégorisée commune rurale à habitat dispersé, selon la nouvelle grille communale de densité à sept niveaux définie par l'Insee en 2022.
Elle est située hors unité urbaine et hors attraction des villes,.

### Occupation des sols
L'occupation des sols de la commune, telle qu'elle ressort de la base de données européenne d’occupation biophysique des sols Corine Land Cover (CLC), est marquée par l'importance des territoires agricoles (82,9 % en 2018), en diminution par rapport à 1990 (86,9 %). La répartition détaillée en 2018 est la suivante : 
terres arables (60,5 %), prairies (18,4 %), forêts (13,1 %), zones urbanisées (4 %), zones agricoles hétérogènes (4 %). L'évolution de l’occupation des sols de la commune et de ses infrastructures peut être observée sur les différentes représentations cartographiques du territoire : la carte de Cassini (XVIIIe siècle), la carte d'état-major (1820-1866) et les cartes ou photos aériennes de l'IGN pour la période actuelle (1950 à aujourd'hui).

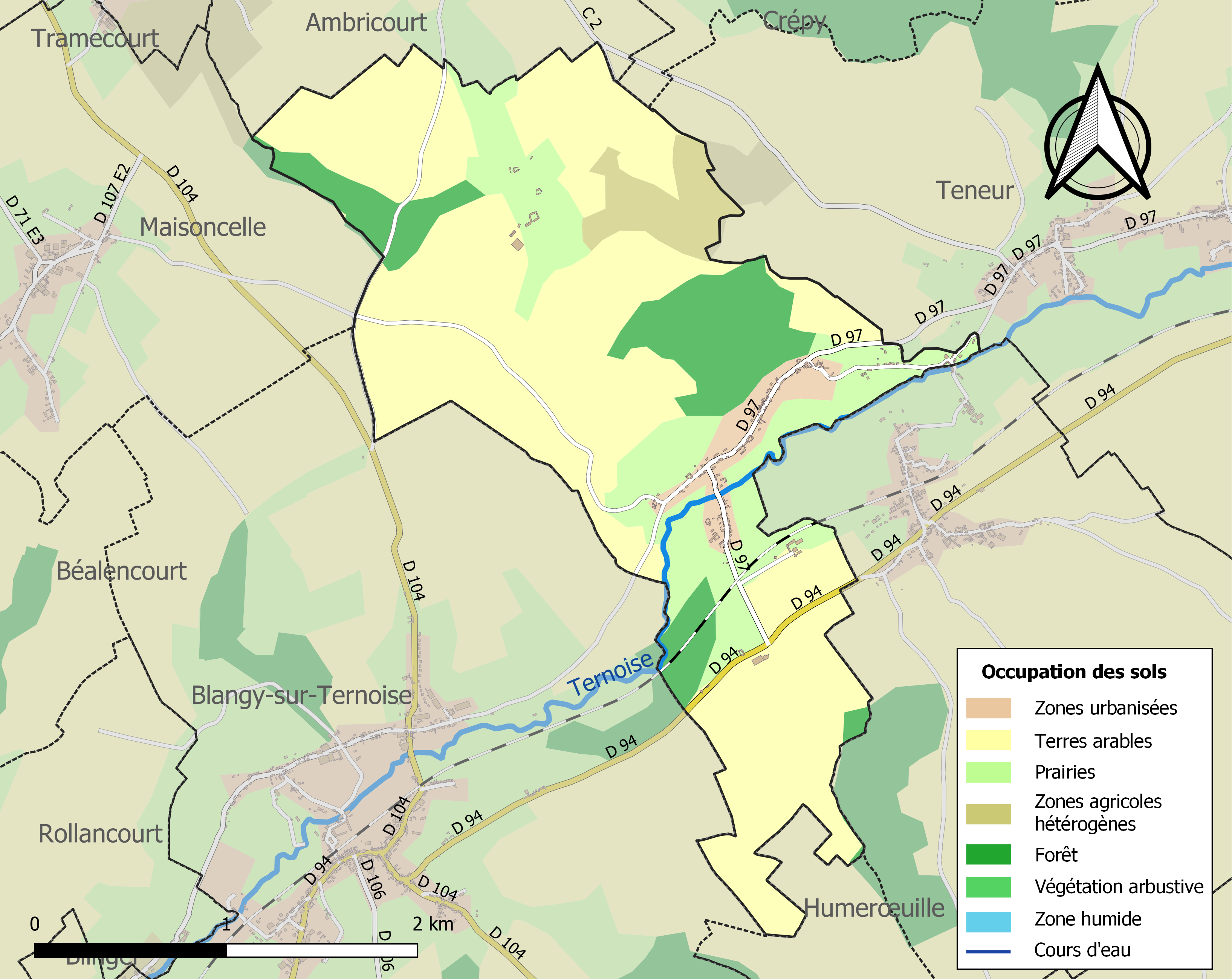
Carte des infrastructures et de l'occupation des sols de la commune en 2018 (CLC).

## Toponymie
Le nom de la localité est attesté sous les formes Tillia (1042) ; Tilli (1157) ; Tileia (1177) ; Tylloia (1214) ; Tyley (1476) ; Thilly (xve siècle) ; Thilly-Maisnil (1539).
La commune est instituée en 1793 sous le nom de Tylly Capel. Elle est dénommée Tilly en 1801 et prend ultérieurement son nom actuel de Tilly-Capelle.
Il est difficile de trancher entre le teil (tilleul en ancien français), d'où la signification d'« endroit où poussent des tilleuls » ou Tilius, nom de personne gallo-romain d'où le sens de « propriété de Tilius ». Les Tilly et Tillac, issus de Tiliacum sont les plus fréquents.

## Histoire
En 1694, la paroisse est dite terre à clocher (elle a le droit d'avoir une église) et dépend de la seigneurie de Lisbourg, érigée en marquisat en août 1694.
Pendant la Première Guerre mondiale, la commune est située à l'arrière du front de l'Artois. Des troupes françaises retirées du front viennent parfois récupérer sur Tilly-Capelle comme sur les villages environnants. C'est par exemple le cas en décembre 1915.

## Politique et administration

### Découpage territorial
La commune se trouve dans l'arrondissement d'Arras du département du Pas-de-Calais.

#### Commune et intercommunalités
La commune faisait partie de la petite communauté de communes du pays d'Heuchin créée fin 1993.
Dans le cadre de la réforme des collectivités territoriales françaises, par la loi de réforme des collectivités territoriales du 16 décembre 2010 (dite loi RCT)  destinée à permettre notamment l'intégration de la totalité des communes dans un EPCI à fiscalité propre, la suppression des enclaves et discontinuités territoriales et les modalités de rationalisation des périmètres des établissements publics de coopération intercommunale et des syndicats mixtes existants, cette intercommunalité fusionne avec sa voisine, la communauté de communes du pays d'Heuchin, formant le 1er janvier 2013 la communauté de communes des Vertes Collines du Saint-Polois.
Un nouveau mouvement de regroupement intercommunal intervient dans le cadre des dispositions de la loi portant nouvelle organisation territoriale de la République (Loi NOTRe) du 7 août 2015, qui prévoit que les établissements publics de coopération intercommunale (EPCI) à fiscalité propre doivent avoir un minimum de 15 000 habitants. À l'initiative des intercommunalités concernées, la Commission départementale de coopération intercommunale (CDCI) adopte le 26 février 2016 le principe de la fusion de : 

- la communauté de communes de l'Auxillois, regroupant 16 communes dont une de la Somme et 5 217 habitants ;

- la communauté de communes de la région de Frévent, regroupant 12 communes et 6 567 habitants ;

- de la communauté de communes des Vertes Collines du Saint-Polois, regroupant 58 communes et 19 585 habitants

- de la communauté de communes du Pernois, regroupant 18 communes et 7 114 habitants. Le schéma départemental de coopération intercommunale (SDCI), intégrant notamment cette évolution, est approuvé par un arrêté préfectoral du 30 mars 2016,.
La communauté de communes du Ternois, qui résulte de cette fusion et dont la commune fait désormais partie, est créée par un arrêté préfectoral qui a pris effet le 1er janvier 2017.

#### Circonscriptions administratives
La commune faisait partie depuis 1801 du canton d'Heuchin. Dans le cadre du redécoupage cantonal de 2014 en France, la commune est intégrée au canton de Saint-Pol-sur-Ternoise.

#### Circonscriptions électorales
Pour l'élection des députés, la commune fait partie de la sixième circonscription du Pas-de-Calais.

### Élections municipales et communautaires

#### Liste des maires
| Période                                  | Période                    | Identité        | Étiquette | Qualité                                               |
| ---------------------------------------- | -------------------------- | --------------- | --------- | ----------------------------------------------------- |
| Les données manquantes sont à compléter. |                            |                 |           |                                                       |
| mars 2001                                | 2008                       | Michel Playoult |           |                                                       |
| mars 2008                                | 2014                       | Régine Billet   |           |                                                       |
| 2014                                     | En cours (au 7 avril 2022) | Francis Noury   |           | Instituteur retraité, Réélu pour le mandat 2020-2026, |

## Population et société

### Démographie

#### Évolution démographique
L'évolution du nombre d'habitants est connue à travers les recensements de la population effectués dans la commune depuis 1793. Pour les communes de moins de 10 000 habitants, une enquête de recensement portant sur toute la population est réalisée tous les cinq ans, les populations de référence des années intermédiaires étant quant à elles estimées par interpolation ou extrapolation. Pour la commune, le premier recensement exhaustif entrant dans le cadre du nouveau dispositif a été réalisé en 2004.

En 2022, la commune comptait 156 habitants, en évolution de −3,7 % par rapport à 2016 (Pas-de-Calais : −0,72 %, France hors Mayotte : +2,11 %).
| 1793 | 1800 | 1806 | 1821 | 1831 | 1836 | 1841 | 1846 | 1851 |
| ---- | ---- | ---- | ---- | ---- | ---- | ---- | ---- | ---- |
| 383  | 374  | 333  | 334  | 313  | 316  | 329  | 339  | 315  |

| 1856 | 1861 | 1866 | 1872 | 1876 | 1881 | 1886 | 1891 | 1896 |
| ---- | ---- | ---- | ---- | ---- | ---- | ---- | ---- | ---- |
| 304  | 290  | 310  | 296  | 310  | 300  | 290  | 287  | 274  |

| 1901 | 1906 | 1911 | 1921 | 1926 | 1931 | 1936 | 1946 | 1954 |
| ---- | ---- | ---- | ---- | ---- | ---- | ---- | ---- | ---- |
| 263  | 254  | 250  | 236  | 216  | 194  | 189  | 195  | 168  |

| 1962 | 1968 | 1975 | 1982 | 1990 | 1999 | 2004 | 2006 | 2009 |
| ---- | ---- | ---- | ---- | ---- | ---- | ---- | ---- | ---- |
| 179  | 173  | 156  | 166  | 180  | 157  | 164  | 167  | 159  |

| 2014 | 2019 | 2022 | - | - | - | - | - | - |
| ---- | ---- | ---- | - | - | - | - | - | - |
| 163  | 154  | 156  | - | - | - | - | - | - |

#### Pyramide des âges
En 2018, le taux de personnes d'un âge inférieur à 30 ans s'élève à 31,2 %, soit en dessous de la moyenne départementale (36,7 %). À l'inverse, le taux de personnes d'âge supérieur à 60 ans est de 32,5 % la même année, alors qu'il est de 24,9 % au niveau départemental.
En 2018, la commune comptait 80 hommes pour 77 femmes, soit un taux de 50,96 % d'hommes, largement supérieur au taux départemental (48,50 %).
Les pyramides des âges de la commune et du département s'établissent comme suit.
| Hommes | Classe d’âge | Femmes |
| ------ | ------------ | ------ |
| 0,0    | 90 ou +      | 3,9    |
| 5,1    | 75-89 ans    | 11,8   |
| 21,8   | 60-74 ans    | 22,4   |
| 20,5   | 45-59 ans    | 22,4   |
| 14,1   | 30-44 ans    | 15,8   |
| 16,7   | 15-29 ans    | 11,8   |
| 21,8   | 0-14 ans     | 11,8   |

| Hommes | Classe d’âge | Femmes |
| ------ | ------------ | ------ |
| 0,5    | 90 ou +      | 1,6    |
| 5,6    | 75-89 ans    | 8,9    |
| 16,7   | 60-74 ans    | 18,1   |
| 20,2   | 45-59 ans    | 19,2   |
| 18,9   | 30-44 ans    | 18,1   |
| 18,2   | 15-29 ans    | 16,2   |
| 19,9   | 0-14 ans     | 17,9   |

## Culture locale et patrimoine

### Lieux et monuments
- L'église Notre-Dame, en mauvais état, est fermée depuis avril 2009. Sa réhabilitation, évaluée 600 000 €, est le dossier prioritaire du maire en 2017[36], mais ce montant rend l'opération trop coûteuse pour les ressources de la commune[44].

### Héraldique
| Armes de Tilly-Capelle | Les armes de Tilly-Capelle se blasonnent ainsi : d’argent aux trois chevrons de gueules. |

## Pour approfondir